# Feyrouz (actrice)
Pour la chanteuse et actrice libanaise née en 1934, voir Faïrouz.
Feyrouz (arabe : فيروز), née Piruz Sarkis Artin Galfayan le 15 mars 1943 au Caire et morte le 30 janvier 2016 dans la même ville, est une enfant actrice égyptienne.

## Biographie
Piruz est née au Caire dans une famille d'origine arménienne le 15 mars 1943. Sa sœur Nelli est également entrée dans l'industrie du spectacle. Elle a commencé sa carrière d'actrice très jeune, faisant ses débuts à l'âge de 7 ans dans le film La Petite Yasmine (ar) (1950). Le réalisateur égyptien Anwar Wagdi l'a aidée dans sa carrière. Elle se retire finalement de la scène à 15 ans, en 1959, pour épouser le comédien Badreddine Gamgoum (بدر الدين جمجوم). Le couple a eu deux enfants, Iman et Ayman.

## Filmographie
- 1950 : La Petite Yasmine (ar)
- 1951 : Madame Feyrouz
- 1952 : La Photo de mariage
- 1953 : Dahab
- 1953 : L'Abandonnée
- 1955 : Les Oiseaux du paradis
- 1958 : Ismaïl Yassine Tarzan
- 1958 : Jour heureux
- 1958 : Ismail Yassine à vendre
- 1959 : Je pense à celui qui m'a oubliée